# Eckartsberga
Eckartsberga är en stad i Burgenlandkreis i förbundslandet Sachsen-Anhalt i Tyskland.
Staden ingår i förvaltningsgemenskapen An der Finne tillsammans med kommunerna An der Poststraße, Bad Bibra, Finne, Finneland, Kaiserpfalz och Lanitz-Hassel-Tal.